# Пи Ви Кинг
Пи Ви Кинг (англ. Pee Wee King, настоящее имя Джулиус Фрэнк Энтони Кучински, Julius Frank Anthony Kuczynski) — американский певец в стиле кантри, наиболее известный как автор песни «Tennessee Waltz».

## Биография
Родился в польско-американской семье в городе Абрамс, штат Висконсин, где провёл свою юность. От отца, который был профессиональным музыкантом, научился играть на аккордеоне.
В 1930-х годах он гастролировал и снимался в ковбойских фильмах с Джином Отри. В 1937 году присоединился к Grand Ole Opry с помощью своего тестя Дж. Л. Фрэнка.
Кинг написал или выступал соавтором для более чем четырёхсот песен и записал более двадцати альбомов и 157 синглов. Среди других его песен были «Slow Poke» и «You Belong to Me», написанные в соавторстве с Чилтоном Прайсом и Реддом Стюартом. Писал музыку для вальсов, польки и песни в стиле кантри. Кинг стал одним из членов «Зала славы авторов песен в Нэшвилле» в 1970 году.
Умер от сердечного приступа в Луисвилле, штат Кентукки, в возрасте 86 лет.